# IWGP Tag Team Championship
El IWGP Tag Team Championship (Campeonato en Parejas de la IWGP, en español) es un campeonato de lucha libre profesional creado y utilizado por la compañía japonesa New Japan Pro-Wrestling (NJPW). El campeonato se creó el 12 de diciembre de 1985, realizándose un torneo para definir a los primeros campeones, el cual fue ganado por Kengo Kimura & Tatsumi Fujinami. Los campeones actuales son Taichi & Tomohiro Ishii, quienes se encuentran en su primer reinado como equipo.
Es uno de los tres campeonatos en actividad exclusivo para equipos dentro de la compañía junto con el Campeonato en Parejas Peso Pesado Junior de la IWGP (exclusivo para luchadores cuyo peso sea de 100 kg. o menos) y el Campeonato en Parejas 6-man NEVER de Peso Abierto (exclusivo para equipos de tres luchadores), además de ser el campeonato en actividad de mayor antigüedad dentro de la compañía y el cuarto más longevo para la categoría que haya tenido la NJPW junto con otras empresas aliadas en toda su historia, tras el Campeonato Internacional en Parejas de la WWF, el Campeonato en Parejas de Norte América de la NWA y el Campeonato en Parejas de Asia. Los combates por el campeonato generalmente ocurren en eventos organizados por NJPW, sin embargo, el título ha cambiado de manos dos veces en un evento no producido por NJPW.

## Historia
Antes de que el sistema de Campeonatos IWGP fuera creado, New Japan Pro-Wrestling destacaba el Campeonato en Parejas de Norte América de la NWA, un título originalmente basado en la ciudad de Los Ángeles, y el Campeonato Internacional en Parejas de la WWF, un título con licencia desde la World Wrestling Federation, el cual fue abandonado junto con la alianza de relaciones que mantenía con la WWF.
Los campeones inaugurales fueron Kengo Kimura y Tatsumi Fujinami, quienes derrotaron a Antonio Inoki y Seiji Sakaguchi en la final de un torneo para ganar los campeonatos el 12 de diciembre de 1985, en un evento en vivo de la NJPW. En adición con la NJPW, el Campeonato en Parejas de la IWGP fue también un título de competición en los Estados Unidos, bajo la empresa World Championship Wrestling (WCW) (ahora extinto) a principios de la década de 1990 y con Total Nonstop Action Wrestling (TNA) en 2009, y la promoción de lucha Mexicana, Consejo Mundial de Lucha Libre en 2005.
El 30 de octubre de 2005, en Kōbe, Japón, Tenzan y Chono derrotaron a Hiroshi Tanahashi y Shinsuke Nakamura para conseguir su reinado número cinco en conjunto. El 2 de julio de 2006, un Campeonato interino en Parejas fue creado, cuando Tenzan y Chono mostraron signos de inactividad. Koshinaka y Togi Makabe derrotaron al equipo de Yuji Nagata & Naofumi Yamamoto, Giant Bernard & Travis Tomko en una lucha entre tres equipos para convertirse en los primeros campeones. El presidente de la NJPW Simón Kelly Inoki despojó a Tenzan y Chono del Campeonato en Parejas de la IWGP el 20 de septiembre de 2006, luego de que Tenzan y Chono se separaran. Manabu Nakanishi y Takao Omori, quienes derrotaron a Koshinaka y Makabe el 17 de julio de 2006, para convertirse en los campeones interinos del Campeonato en Parejas de la IWGP, fueron reconocidos como los campeones del Campeonato en Parejas de la IWGP el 28 de septiembre de 2006, por la NJPW.
En 2009, The British Invasion derrotó al Team 3D el 21 de julio de 2009, transmitido el 30 de julio de 2009 en un episodio del programa primario de la TNA, TNA Impact! en un Tables Match. Después, NJPW publicó un estado en el que anunciaron que no reconocieron ni la defensa ni el cambio de título, además de no reconocer el reinado. Por lo que siguieron reconociendo al Team 3D como los actuales campeones y establecieron que la siguiente defensa titular sería del Team 3D. El 10 de agosto de 2009, NJPW emitió otro comunicado en el que ahora reconocían a The British Invasion como los actuales Campeones en Parejas de la IWGP, volviendo el reinado como oficial.

## Nombres
| Nombre                                 | Empresa    |
| -------------------------------------- | ---------- |
| IWGP Heavyweight Tag Team Championship | NJPW y ROH |
| IWGP World Tag Team Championship       | TNA        |

## Campeones
El Campeonato en Parejas de IWGP es uno de los tres campeonatos en parejas creados por la NJPW, y fue establecido en 1985. Los campeones inaugurales fueron Kengo Kimura & Tatsumi Fujinami, quienes derrotaron a Antonio Inoki y Seiji Sakaguchi en la final de un torneo para convertirse en los primeros campeones, el 12 de diciembre de 1985 en un evento en vivo, y desde entonces ha habido 72 distintos equipos y 95 luchadores campeones oficiales, repartidos en 110 reinados en total.
El reinado más largo en la historia del título le pertenece a Bad Intentions (Giant Bernard & Karl Anderson), quienes mantuvieron el campeonato por 564 días entre 2010 y 2012. Por otro lado, el equipo con el reinado más corto le pertenece a Keiji Mutō & Shiro Koshinaka, con solo 6 días en 1987. Aquel reinado es el más corto en la historia del campeonato.
En cuanto a los días en total como campeones (un acumulado entre la suma de todos los días de los reinados individuales de cada luchador), Cho-Ten — Hiroyoshi Tenzan & Masahiro Chono — posee el primer lugar, con 1010 días como campeones entre sus cinco reinados. Les siguen Tencozy — Hiroyoshi Tenzan & Satoshi Kojima — (929 días en seis reinados), Guerrillas of Destiny — Tama Tonga & Tanga Loa — (755 días en siete reinados), Kengo Kimura & Tatsumi Fujinami (613 días en cuatro reinados),  y Bullet Club — Doc Gallows & Karl Anderson — (601 días en tres reinados). En cuanto a los días en total como campeones, de manera individual, Hiroyoshi Tenzan posee el primer lugar con 1988 días entre sus doce reinados como campeón. Le siguen Masahiro Chono (1383 días en siete reinados), Karl Anderson (con 1165 días en cuatro reinados), Satoshi Kojima (1028 días en siete reinados), y Giant Bernard (907 en dos reinados).
Por último, Guerrillas of Destiny es el equipo con más reinados con siete. Individualmente, Hiroyoshi Tenzan es el luchador con más reinados con doce.

### Campeones actuales
Los campeones actuales son Taichi & Tomohiro Ishii, quienes se encuentran en su primer reinado en conjunto. Taichi & Ishii ganaron los campeonatos tras derrotar a los excampeones United Empire (Callum Newman & Great-O-Khan) el 15 de junio de 2025 en Dominion 6.15 in Osaka-jo Hall.
Taichi & Ishii no registran hasta el 17 de agosto de 2025 ninguna defensa televisada.

### Lista de campeones
† en rojo indica que es un Campeonato Interino ██
| N.º | Campeones                                                                 | Lucha                    | Lucha                                                                                              | Lucha                  | Estadísticas | Estadísticas | Estadísticas      | Notas y referencias |
| N.º | Campeones                                                                 | Fecha                    | Evento                                                                                             | Ubicación              | Reinado      | Días         | Defensas exitosas | Notas y referencias |
| --- | ------------------------------------------------------------------------- | ------------------------ | -------------------------------------------------------------------------------------------------- | ---------------------- | ------------ | ------------ | ----------------- | --- |
| 1   | Kengo Kimura (1) & Tatsumi Fujinami (1)                                   | 12 de diciembre de 1985  | IWGP Tag Team League                                                                               | Sendai, Japón          | 1            | 236          | 5                 | Kimura y Fujinami derrotaron a Antonio Inoki y Seiji Sakaguchi en la final de un torneo para convertirse en los primeros campeones. |
| 2   | Akira Maeda (1) & Osamu Kido (1)                                          | 5 de agosto de 1986      | Burning Spirit in Summer                                                                           | Tokio, Japón           | 1            | 49           | 1                 | [ 11 ] |
| 3   | Kengo Kimura (2) & Tatsumi Fujinami (2)                                   | 23 de septiembre de 1986 | Challenge Spirit 1986                                                                              | Tokio, Japón           | 2            | 135          | 0                 | [ 12 ] |
| —   | Vacante                                                                   | 5 de febrero de 1987     | —                                                                                                  | —                      | —            | —            | —                 | El campeonato quedó vacante cuando Kimura y Fujinami tomaron caminos por separados. |
| 4   | Keiji Mutō (1) & Shiro Koshinaka (1)                                      | 20 de marzo de 1987      | Spring Flare Up 1987                                                                               | Tokio, Japón           | 1            | 6            | 0                 | Koshinaka y Mutoh derrotaron a Akira Maeda y Nobuhiko Takada en la final de un torneo para ganar los títulos vacantes. |
| 5   | Akira Maeda (2) & Nobuhiko Takada (1)                                     | 26 de marzo de 1987      | Inoki Toukon Live II                                                                               | Osaka, Japón           | 1            | 159          | 2                 | [ 14 ] |
| 6   | Kazuo Yamazaki (1) & Yoshiaki Fujiwara (1)                                | 1 de septiembre de 1987  | Sengoku Battle Series 1987                                                                         | Fukuoka, Japón         | 1            | 139          | 2                 | [ 15 ] |
| 7   | Kengo Kimura (3) & Tatsumi Fujinami (3)                                   | 18 de enero de 1988      | New Year Golden Series 1988                                                                        | Tokuyama, Japón        | 3            | 144          | 3                 | [ 16 ] |
| 8   | Masa Saito (1) & Riki Chōshū (1)                                          | 10 de junio de 1988      | IWGP Champion Series 1988                                                                          | Hiroshima, Japón       | 1            | 282          | 4                 | [ 17 ] |
| 9   | George Takano (1) & Super Strong Machine (1)                              | 19 de marzo de 1989      | Big Fight Series                                                                                   | Yokohama, Japón        | 1            | 116          | 1                 | [ 18 ] |
| 10  | Riki Chōshū (2) & Takayuki Iizuka (1)                                     | 13 de julio de 1989      | Super Fight Series                                                                                 | Tokio, Japón           | 1            | 69           | 1                 | [ 19 ] |
| 11  | Masa Saito (2) & Shinya Hashimoto (1)                                     | 20 de septiembre de 1989 | Bloody Fight Series: Super Power Battle                                                            | Osaka, Japón           | 1            | 219          | 3                 | [ 20 ] |
| 12  | Keiji Mutō (2) & Masahiro Chono (1)                                       | 27 de abril de 1990      | Shintou Station Bay NK                                                                             | Tokio, Japón           | 1            | 189          | 3                 | [ 21 ] |
| 13  | Hiroshi Hase (1) & Kensuke Sasaki (1)                                     | 1 de noviembre de 1990   | Dream Tour 1990                                                                                    | Tokio, Japón           | 1            | 55           | 2                 | [ 22 ] |
| 14  | Hiro Saito (1) & Super Strong Machine (2)                                 | 26 de diciembre de 1990  | King of Kings                                                                                      | Hamamatsu, Japón       | 1            | 70           | 2                 | [ 23 ] |
| 15  | Hiroshi Hase (2) & Kensuke Sasaki (2)                                     | 6 de marzo de 1991       | Big Fight Series 1991                                                                              | Nagasaki, Japón        | 2            | 15           | 0                 | [ 24 ] |
| 16  | The Steiner Brothers (Rick Steiner (1) & Scott Steiner (1))               | 21 de marzo de 1991      | Starrcade                                                                                          | Tokio, Japón           | 1            | 229          | 2                 | El Campeonato Mundial en Parejas de la WCW de los Steiner Brothers, también estuvo en juego. |
| 17  | Hiroshi Hase (3) & Keiji Mutō (3)                                         | 5 de noviembre de 1991   | Tokyo 3Days Battle                                                                                 | Tokio, Japón           | 1            | 117          | 2                 | Scott Norton reemplazó a Scott Steiner en este combate por una lesión. |
| 18  | Big, Bad, and Dangerous (Big Van Vader (1) & Crusher Bam Bam Bigelow (1)) | 1 de marzo de 1992       | Big Fight Series: New Japan Pro-Wrestling 20th Anniversary Show                                    | Yokohama, Japón        | 1            | 117          | 2                 | [ 27 ] |
| 19  | The Steiner Brothers (Rick Steiner (2) & Scott Steiner (2))               | 26 de junio de 1992      | Masters of Wrestling                                                                               | Tokio, Japón           | 2            | 149          | 3                 | El Campeonato Mundial en Parejas de la WCW de los Steiner Brothers, también estuvo en juego. |
| 20  | Scott Norton (1) & Tony Halme (1)                                         | 22 de noviembre de 1992  | Wrestling Scramble: Battle Zone Space I                                                            | Tokio, Japón           | 1            | 22           | 0                 | [ 29 ] |
| 21  | The Hell Raisers (Hawk Warrior (1) & Power Warrior (3))                   | 14 de diciembre de 1992  | Battle Final 1992                                                                                  | Tokio, Japón           | 1            | 234          | 4                 | [ 30 ] |
| 22  | The Jurassic Powers (Hércules Hernández (1) & Scott Norton (2))           | 5 de agosto de 1993      | G1 Clímax 1993                                                                                     | Tokio, Japón           | 1            | 152          | 3                 | [ 31 ] |
| 23  | The Hell Raisers (Hawk Warrior (2) & Power Warrior (4))                   | 4 de enero de 1994       | Battlefield                                                                                        | Tokio, Japón           | 2            | 325          | 2                 | [ 32 ] |
| 24  | Hiroshi Hase (4) & Keiji Mutō (4)                                         | 25 de noviembre de 1994  | Battle Final 1994                                                                                  | Iwate, Japón           | 2            | 162          | 1                 | [ 33 ] |
| —   | Vacante                                                                   | 6 de mayo de 1995        | —                                                                                                  | —                      | —            | —            | —                 | El título quedó vacante cuando Mutō ganó el Campeonato Peso Pesado de IWGP. |
| 25  | Cho-Ten (Hiroyoshi Tenzan (1) & Masahiro Chono (2))                       | 10 de junio de 1995      | Fighting Spirit Legend                                                                             | Osaka, Japón           | 1            | 27           | 0                 | Tenzan & Chono derrotaron a Junji Hirata & Shinya Hashimoto para ganar el campeonato vacante. |
| —   | Vacante                                                                   | 7 de julio de 1995       | —                                                                                                  | —                      | —            | —            | —                 | El título quedó vacante cuando Chono no se pudo presentar a una defensa del título por la muerte de su padre. |
| 26  | Junji Hirata (3) & Shinya Hashimoto (2)                                   | 13 de julio de 1995      | Best of the Super Jr. II                                                                           | Sapporo, Japón         | 1            | 335          | 6                 | Hashimoto & Hirata derrotaron a Mike Enos & Scott Norton para ganar el campeonato vacante. |
| 27  | Kazuo Yamazaki (2) & Takashi Iizuka (2)                                   | 12 de junio de 1996      | Best of the Super Jr. III                                                                          | Osaka, Japón           | 1            | 34           | 0                 | [ 36 ] |
| 28  | Cho-Ten (Hiroyoshi Tenzan (2) & Masahiro Chono (3))                       | 16 de julio de 1996      | Summer Struggle 1996                                                                               | Sapporo, Japón         | 2            | 172          | 2                 | [ 37 ] |
| 29  | Kengo Kimura (4) & Tatsumi Fujinami (4)                                   | 4 de enero de 1997       | Wrestling World 1997                                                                               | Tokio, Japón           | 4            | 98           | 3                 | [ 38 ] |
| 30  | Kensuke Sasaki (5) & Riki Chōshū (3)                                      | 12 de abril de 1997      | Battle Formation 1997                                                                              | Tokio, Japón           | 1            | 21           | 0                 | [ 39 ] |
| 31  | The Bull Powers (Manabu Nakanishi (1) & Satoshi Kojima (1))               | 3 de mayo de 1997        | Strong Style Evolution                                                                             | Osaka, Japón           | 1            | 99           | 1                 | [ 40 ] |
| 32  | Kazuo Yamazaki (3) & Kensuke Sasaki (6)                                   | 10 de agosto de 1997     | The Four Heaven                                                                                    | Nagoya, Japón          | 1            | 70           | 0                 | [ 41 ] |
| 33  | Keiji Mutō (5) & Masahiro Chono (4)                                       | 19 de octubre de 1997    | nWo Typhoon                                                                                        | Kōbe, Japón            | 2            | 184          | 2                 | [ 42 ] |
| —   | Vacante                                                                   | 21 de abril de 1998      | —                                                                                                  | —                      | —            | —            | —                 | El título quedó vacante debido a una cirugía en la rodilla de Mutō. |
| 34  | Cho-Ten (Hiroyoshi Tenzan (3) & Masahiro Chono (5))                       | 5 de junio de 1998       | Best of the Super Jr. V                                                                            | Tokio, Japón           | 3            | 40           | 0                 | Tenzan & Chono derrotaron a Genichiro Tenryu & Shiro Koshinaka en la final de un torneo para ganar los títulos vacantes. |
| 35  | Genichiro Tenryū (1) & Shiro Koshinaka (2)                                | 15 de julio de 1998      | Summer Struggle 1998                                                                               | Sapporo, Japón         | 1            | 173          | 2                 | [ 44 ] |
| 36  | Tencozy (Hiroyoshi Tenzan (4) & Satoshi Kojima (2))                       | 4 de enero de 1999       | Wrestling World 1999                                                                               | Tokio, Japón           | 1            | 77           | 1                 | [ 45 ] |
| 37  | Kensuke Sasaki (7) & Shiro Koshinaka (3)                                  | 22 de marzo de 1999      | Hyper Battle 1999                                                                                  | Amagasaki, Japón       | 1            | 97           | 2                 | [ 46 ] |
| 38  | The Mad Dogs (Michiyoshi Ohara (1) & Tatsutoshi Goto (1))                 | 27 de junio de 1999      | Summer Struggle 1999                                                                               | Shizuoka, Japón        | 1            | 62           | 1                 | [ 47 ] |
| 39  | Manabu Nakanishi (2) & Yuji Nagata (1)                                    | 28 de agosto de 1999     | Jingu Clímax                                                                                       | Shizuoka, Japón        | 1            | 327          | 4                 | [ 48 ] |
| 40  | Tencozy (Hiroyoshi Tenzan (5) & Satoshi Kojima (3))                       | 20 de julio de 2000      | Summer Struggle 2000                                                                               | Tokio, Japón           | 2            | 430          | 6                 | [ 49 ] |
| 41  | Osamu Nishimura (1) & Tatsumi Fujinami (5)                                | 23 de septiembre de 2001 | G1 World 2001                                                                                      | Osaka, Japón           | 1            | 35           | 1                 | [ 50 ] |
| 42  | BATT (Keiji Mutō (6) & Taiyo Kea (1))                                     | 28 de octubre de 2001    | Survival 2001: Fighting Destination                                                                | Fukuoka, Japón         | 1            | 97           | 0                 | [ 51 ] |
| —   | Vacante                                                                   | 2 de febrero de 2002     | —                                                                                                  | —                      | —            | —            | —                 | El título quedó vacante cuando Mutō abandonó NJPW. |
| 43  | Cho-Ten (Hiroyoshi Tenzan (6) & Masahiro Chono (6))                       | 24 de marzo de 2002      | Hyper Battle 2002                                                                                  | Amagasaki, Japón       | 4            | 446          | 7                 | Tenzan & Chono derrotaron a Manabu Nakanishi & Yuji Nagata en la final de un torneo para ganar los títulos vacantes. |
| 44  | Hiroshi Tanahashi (1) & Yutaka Yoshie (1)                                 | 13 de junio de 2003      | Crush                                                                                              | Tokio, Japón           | 1            | 184          | 3                 | [ 53 ] |
| 45  | Hiroyoshi Tenzan (7) & Osamu Nishimura (2)                                | 14 de diciembre de 2003  | Battle Final 2003                                                                                  | Nagoya, Japón          | 1            | 49           | 0                 | [ 54 ] |
| 46  | Minoru Suzuki (1) & Yoshihiro Takayama (1)                                | 1 de febrero de 2004     | Fighting Spirit 2004                                                                               | Sapporo, Japón         | 1            | 294          | 4                 | [ 55 ] |
| —   | Vacante                                                                   | 21 de noviembre de 2004  | —                                                                                                  | —                      | —            | —            | —                 | El título quedó vacante debido a una lesión de Takayama. |
| 47  | Hiroshi Tanahashi (2) & Shinsuke Nakamura (1)                             | 11 de diciembre de 2004  | Battle Final 2004                                                                                  | Osaka, Japón           | 1            | 323          | 4                 | Tanahashi & Nakamura derrotaron a Kensuke Sasaki & Minoru Suzuki para ganar los títulos vacantes. |
| 48  | Cho-Ten (Hiroyoshi Tenzan (8) & Masahiro Chono (7))                       | 30 de octubre de 2005    | Toukon Series 2005                                                                                 | Kōbe, Japón            | 5            | 325          | 3                 | [ 57 ] |
| —   | Shiro Koshinaka & Togi Makabe                                             | 2 de julio de 2006       | Circuit Turbulence                                                                                 | Tokio, Japón           | †            | 15           | 0                 | Un Campeonato Interino en Parejas fue creado cuando Tenzan & Chono mostraron signos de inactividad quedando los títulos vacantes. Makabe & Koshinaka derrotaron a Giant Bernard & Travis Tomko en la final de un torneo para ganar los títulos. |
| —   | Wild Child (Manabu Nakanishi & Takao Omori)                               | 17 de julio de 2006      | Circuit Turbulence                                                                                 | Sapporo, Japón         | †            | 73           | 0                 | [ 58 ] |
| —   | Vacante                                                                   | 20 de septiembre de 2006 | —                                                                                                  | —                      | —            | —            | —                 | El presidente de NJPW Simón Kelly Inoki, despojó a Chono y Tenzan de los títulos cuando estos se separaron. |
| 49  | Wild Child (Manabu Nakanishi (3) & Takao Omori (1))                       | 28 de septiembre de 2006 | Circuit Final: Next Progress                                                                       | Sapporo, Japón         | 1            | 164          | 1                 | Nakanishi & Omori fueron reconocidos como los campeones oficiales el 28 de septiembre de 2006. |
| 50  | RISE (Giant Bernard (1) & Travis Tomko (1))                               | 11 de marzo de 2007      | New Japan Pro-Wrestling 35th Anniversary Tour Circuit 2007 New Japan Evolution: New Japan Cup 2007 | Nagoya, Japón          | 1            | 343          | 5                 | [ 60 ] |
| 51  | The Most Violent Players (Togi Makabe (1) & Toru Yano (1))                | 17 de febrero de 2008    | Circuit New Japan Ism                                                                              | Tokio, Japón           | 1            | 322          | 4                 | [ 61 ] |
| 52  | Team 3D (Brother Devon (1) & Brother Ray (1))                             | 4 de enero de 2009       | Wrestle Kingdom III                                                                                | Tokio, Japón           | 1            | 198          | 4                 | [ 62 ] |
| 53  | The British Invasion (Brutus Magnus (1) & Doug Williams (1))              | 21 de julio de 2009      | TNA Impact!                                                                                        | Orlando, Florida       | 1            | 89           | 1                 | Fue un Tables match. Emitido el 30 de julio de 2009, en un episodio de Impact! de Total Nonstop Action Wrestling. NJPW no autorizó el combate, tampoco reconocieron el reinado ni el cambio de título hasta el 10 de agosto.                    |
| 54  | Team 3D (Brother Devon (2) & Brother Ray (2))                             | 18 de octubre de 2009    | Bound for Glory                                                                                    | Irvine, California     | 2            | 78           | 1                 | Fue un Four-way Full Metal Mayhem Tag Team match, el cual incluyó también a Beer Money, Inc. y a Booker T & Scott Steiner. El Campeonato Mundial en Parejas de TNA también estaba en juego, pero fue ganado por The British Invasion.           |
| 55  | No Limit (Tetsuya Naito (1) & Yujiro Takahashi (1))                       | 4 de enero de 2010       | Wrestle Kingdom IV                                                                                 | Tokio, Japón           | 1            | 119          | 1                 | Fue un Three-way Hardcore Tag Team match, el cual incluyó también a los miembros de Bad Intentions (Giant Bernard & Karl Anderson) |
| 56  | Seigigun (Wataru Inoue (1) & Yuji Nagata (2))                             | 3 de mayo de 2010        | Wrestling Dontaku                                                                                  | Fukuoka, Japón         | 1            | 47           | 0                 | Fue un Three-way match, el cual incluyó también a los miembros de Bad Intentions (Giant Bernard & Karl Anderson). |
| 57  | Bad Intentions (Giant Bernard (2) & Karl Anderson (1))                    | 19 de junio de 2010      | Dominion 6.19                                                                                      | Osaka, Japón           | 1            | 564          | 10                | Fue un Three-way Elimination match, el cual incluyó también a los miembros de No Limit (Tetsuya Naito & Yujiro Takahashi). |
| 58  | Tencozy (Hiroyoshi Tenzan (9) & Satoshi Kojima (4))                       | 4 de enero de 2012       | Wrestle Kingdom VI                                                                                 | Tokio, Japón           | 3            | 120          | 2                 | [ 68 ] |
| 59  | Chaos (Takashi Iizuka (3) & Toru Yano (2))                                | 3 de mayo de 2012        | Wrestling Dontaku                                                                                  | Fukuoka, Japón         | 1            | 48           | 0                 | [ 69 ] |
| —   | Vacante                                                                   | 20 de junio de 2012      | —                                                                                                  | —                      | —            | —            | —                 | Iizuka & Yano fueron despojados del Campeonato en Parejas, luego de una defensa ante los miembros de Tencozy (Hiroyoshi Tenzan & Satoshi Kojima) el 16 de junio el cual terminó sin resultado.                                                  |
| 60  | Tencozy (Hiroyoshi Tenzan (10) & Satoshi Kojima (5))                      | 22 de julio de 2012      | Kizuna Road                                                                                        | Yamagata, Japón        | 4            | 78           | 0                 | Tenzan & Kojima derrotaron a Chaos (Takashi Iizuka & Toru Yano) para ganar los títulos vacantes. |
| 61  | K.E.S. (Davey Boy Smith Jr. (1) & Lance Archer (1))                       | 8 de octubre de 2012     | King of Pro-Wrestling                                                                              | Tokio, Japón           | 1            | 207          | 5                 | [ 71 ] |
| 62  | Tencozy (Hiroyoshi Tenzan (11) & Satoshi Kojima (6))                      | 3 de mayo de 2013        | Wrestling Dontaku                                                                                  | Fukuoka, Japón         | 5            | 190          | 2                 | Fue un Four-way, el cual incluyó también a Chaos (Takashi Iizuka & Toru Yano) y Muscle Orchestra (Manabu Nakanishi & Strong Man). |
| 63  | K.E.S. (Davey Boy Smith Jr. (2) & Lance Archer (2))                       | 9 de noviembre de 2013   | Power Struggle                                                                                     | Osaka, Japón           | 2            | 56           | 0                 | Fue un two-fall three-way tornado tag team match, el cual incluyó también a The IronGodz (Jax Dane & Rob Conway). |
| 64  | Bullet Club (Doc Gallows (1) & Karl Anderson (2))                         | 4 de enero de 2014       | Wrestle Kingdom 8                                                                                  | Tokio, Japón           | 1            | 365          | 6                 | [ 74 ] |
| 65  | Meiyu Tag (Hirooki Goto (1) & Katsuyori Shibata (1))                      | 4 de enero de 2015       | Wrestle Kingdom 9                                                                                  | Tokio, Japón           | 1            | 38           | 0                 | [ 75 ] |
| 66  | Bullet Club (Doc Gallows (2) & Karl Anderson (3))                         | 11 de febrero de 2015    | The New Beginning in Osaka                                                                         | Osaka, Japón           | 2            | 53           | 0                 | [ 76 ] |
| 67  | The Kingdom (Matt Taven (1) & Michael Bennett (1))                        | 5 de abril de 2015       | Invasion Attack                                                                                    | Tokio, Japón           | 1            | 91           | 0                 | [ 77 ] |
| 68  | Bullet Club (Doc Gallows (3) & Karl Anderson (4))                         | 5 de julio de 2015       | Dominion 7.5                                                                                       | Osaka, Japón           | 3            | 183          | 1                 | [ 78 ] |
| 69  | G.B.H. (Togi Makabe (2) & Tomoaki Honma (1))                              | 4 de enero de 2016       | Wrestle Kingdom 10                                                                                 | Tokio, Japón           | 1            | 97           | 1                 | [ 79 ] |
| 70  | Guerrillas of Destiny (Tama Tonga (1) & Tanga Loa (1))                    | 10 de abril de 2016      | Invasion Attack                                                                                    | Tokio, Japón           | 1            | 70           | 1                 | [ 80 ] |
| 71  | The Briscoe Brothers (Jay Briscoe (1) & Mark Briscoe (1))                 | 19 de junio de 2016      | Dominion 6.19 in Osaka-jo Hall                                                                     | Osaka, Japón           | 1            | 113          | 2                 | [ 81 ] |
| 72  | Guerrillas of Destiny (Tama Tonga (2) & Tanga Loa (2))                    | 10 de octubre de 2016    | King of Pro-Wrestling                                                                              | Tokio, Japón           | 2            | 86           | 1                 | [ 82 ] |
| 73  | Chaos (Tomohiro Ishii (1) & Toru Yano (3))                                | 4 de enero de 2017       | Wrestle Kingdom 11                                                                                 | Tokio, Japón           | 1            | 61           | 2                 | Fue un three-way match, el cual incluyó también a G.B.H. (Togi Makabe & Tomoaki Honma). |
| 74  | Tencozy (Hiroyoshi Tenzan (12) & Satoshi Kojima (7))                      | 6 de marzo de 2017       | NJPW 45th Anniversary Event                                                                        | Tokio, Japón           | 6            | 34           | 0                 | [ 84 ] |
| 75  | War Machine (Hanson (1) & Raymond Rowe (1))                               | 9 de abril de 2017       | Sakura Génesis                                                                                     | Tokio, Japón           | 1            | 63           | 1                 | [ 85 ] |
| 76  | Guerrillas of Destiny (Tama Tonga (3) & Tanga Loa (3))                    | 11 de junio de 2017      | Dominion 6.11                                                                                      | Osaka, Japón           | 3            | 20           | 0                 | [ 86 ] |
| 77  | War Machine (Hanson (2) & Raymond Rowe (2))                               | 1 de julio de 2017       | G1 Special in USA                                                                                  | Long Beach, California | 2            | 85           | 3                 | Fue un No Disqualification match. |
| 78  | K.E.S. (Davey Boy Smith Jr. (3) & Lance Archer (3))                       | 24 de septiembre de 2017 | Destruction in Kobe                                                                                | Kōbe, Japón            | 3            | 102          | 1                 | Fue un three-way tornado tag team match, el cual incluyó también a Guerrillas of Destiny (Tama Tonga & Tanga Loa). |
| 79  | Los Ingobernables de Japón (Evil (1) & Sanada (1))                        | 4 de enero de 2018       | Wrestle Kingdom 12                                                                                 | Tokio, Japón           | 1            | 156          | 2                 | [ 89 ] |
| 80  | The Young Bucks (Matt Jackson (1) & Nick Jackson (1))                     | 9 de junio de 2018       | Dominion 6.9 in Osaka-jo Hall                                                                      | Osaka, Japón           | 1            | 113          | 0                 | [ 90 ] |
| 81  | Guerrillas of Destiny (Tama Tonga (4) & Tanga Loa (4))                    | 30 de septiembre de 2018 | Fighting Spirit Unleashed                                                                          | Long Beach, California | 4            | 96           | 0                 | [ 91 ] |
| 82  | Los Ingobernables de Japón (Evil (2) & Sanada (2))                        | 4 de enero de 2019       | Wrestle Kingdom 13                                                                                 | Tokio, Japón           | 2            | 50           | 1                 | Fue un Triple Threat match, el cual incluyó también a The Young Bucks (Matt Jackson & Nick Jackson). |
| 83  | Guerrillas of Destiny (Tama Tonga (5) & Tanga Loa (5))                    | 23 de febrero de 2019    | Honor Rising: Japan                                                                                | Tokio, Japón           | 5            | 315          | 7                 | [ 93 ] |
| 84  | FinJuice (David Finlay (1) & Juice Robinson (1))                          | 4 de enero de 2020       | Wrestle Kingdom 14 Día 1                                                                           | Tokio, Japón           | 1            | 28           | 0                 | [ 94 ] |
| 85  | Guerrillas of Destiny (Tama Tonga (6) & Tanga Loa (6))                    | 1 de febrero de 2020     | The New Beginning USA in Atlanta                                                                   | Atlanta, Georgia       | 6            | 20           | 0                 | [ 95 ] |
| 86  | Golden☆Ace (Hiroshi Tanahashi (3) & Kota Ibushi (1))                      | 21 de febrero de 2020    | New Japan Road                                                                                     | Tokio, Japón           | 1            | 142          | 0                 | [ 96 ] |
| 87  | Dangerous Tekkers (Taichi (1) & Zack Sabre Jr. (1))                       | 12 de julio de 2020      | Dominion                                                                                           | Osaka, Japón           | 1            | 176          | 2                 | [ 97 ] |
| 88  | Guerrillas of Destiny (Tama Tonga (7) & Tanga Loa (7))                    | 4 de enero de 2021       | Wrestle Kingdom 15 Día 1                                                                           | Tokio, Japón           | 7            | 148          | 2                 | [ 98 ] |
| 89  | Dangerous Tekkers (Taichi (2) & Zack Sabre Jr. (2))                       | 1 de junio de 2021       | Road to Dominion                                                                                   | Tokio, Japón           | 2            | 40           | 0                 | [ 99 ] |
| 90  | Los Ingobernables de Japón (Sanada (3) & Tetsuya Naito (2))               | 11 de julio de 2021      | Summer Struggle in Sapporo Día 2                                                                   | Sapporo, Japón         | 1            | 14           | 0                 | [ 100 ] |
| 91  | Dangerous Tekkers (Taichi (3) & Zack Sabre Jr. (3))                       | 25 de julio de 2021      | Wrestle Grand Slam in Tokyo Dome                                                                   | Tokio, Japón           | 3            | 163          | 1                 | [ 101 ] |
| 92  | Bishamon (Hirooki Goto (2) & Yoshi-Hashi (1))                             | 4 de enero de 2022       | Wrestle Kingdom 16 Día 1                                                                           | Tokio, Japón           | 1            | 95           | 1                 | [ 102 ] |
| 93  | United Empire (Great-O-Khan (1) & Jeff Cobb (1))                          | 9 de abril de 2022       | Hyper Battle'22                                                                                    | Tokio, Japón           | 1            | 22           | 0                 | [ 103 ] |
| 94  | Bullet Club (Bad Luck Fale (1) & Chase Owens (1))                         | 1 de mayo de 2022        | Wrestling Dontaku                                                                                  | Fukuoka, Japón         | 1            | 42           | 0                 | Fue un Tongan Tornado Tag Team match, el cual incluyó también a Bishamon (Hirooki Goto & Yoshi-Hashi). |
| 95  | United Empire (Great-O-Khan (2) & Jeff Cobb (2))                          | 12 de junio de 2022      | Dominion 6.12 in Osaka-jo Hall                                                                     | Osaka, Japón           | 2            | 14           | 0                 | [ 105 ] |
| 96  | FTR (Cash Wheeler (1) & Dax Harwood (1))                                  | 26 de junio de 2022      | AEWxNJPW: Forbidden Door                                                                           | Chicago, Illinois      | 1            | 192          | 2                 | Fue un Winner Takes All Match, donde el Campeonato Mundial en Parejas de ROH de FTR también estuvo en juego, el cual incluyó también a Roppongi Vice (Trent Beretta & Rocky Romero).                                                            |
| 97  | Bishamon (Hirooki Goto (3) & Yoshi-Hashi (2))                             | 4 de enero de 2023       | Wrestle Kingdom 17                                                                                 | Tokio, Japón           | 2            | 94           | 2                 | [ 107 ] |
| 98  | Aussie Open (Kyle Fletcher (1) & Mark Davis (1))                          | 8 de abril de 2023       | Sakura Genesis                                                                                     | Tokio, Japón           | 1            | 43           | 2                 | [ 108 ] |
| —   | Vacante                                                                   | 21 de mayo de 2023       | Resurgence                                                                                         | Long Beach, California | —            | —            | —                 | Debido a una lesión sufrida por Mark Davis. |
| 99  | Bishamon (Hirooki Goto (4) & Yoshi-Hashi (3))                             | 4 de junio de 2023       | Dominion 6.4 in Osaka-jo Hall                                                                      | Osaka, Japón           | 3            | 214          | 2                 | Derrotaron a House of Torture (Evil & Yujiro Takahashi) y United Empire (Great-O-Khan & Aaron Henare) en un Triple Threat match. |
| 100 | Guerrillas of Destiny (El Phantasmo (1) & Hikuleo (1))                    | 4 de enero de 2024       | Wrestle Kingdom 18                                                                                 | Tokio, Japón           | 1            | 38           | 0                 | [ 111 ] |
| 101 | Bullet Club (Chase Owens (2) & KENTA (1))                                 | 11 de febrero de 2024    | The New Beginning in Osaka                                                                         | Osaka, Japón           | 1            | 55           | 0                 | [ 112 ] |
| 102 | Bishamon (Hirooki Goto (5) & Yoshi-Hashi (4))                             | 6 de abril de 2024       | Sakura Genesis                                                                                     | Tokio, Japón           | 4            | 28           | 1                 | [ 113 ] |
| 103 | Bullet Club (Chase Owens (3) & KENTA (2))                                 | 4 de mayo de 2024        | Wrestling Dontaku                                                                                  | Fukuoka, Japón         | 2            | 36           | 0                 | [ 114 ] |
| 104 | TMDK (Mikey Nicholls (1) & Shane Haste (1))                               | 9 de junio de 2024       | Dominion 6.9 in Osaka-jo Hall                                                                      | Osaka, Japón           | 1            | 148          | 1                 | Fue un 4WAY Tornado Elimination match, el cual incluyó también a Guerrillas of Destiny (El Phantasmo & Hikuleo) y Bishamon (Hirooki Goto & Yoshi-Hashi).                                                                                        |
| 105 | United Empire (Great-O-Khan (3) & HENARE (1))                             | 4 de noviembre de 2024   | Power Struggle                                                                                     | Osaka, Japón           | 1            | 35           | 0                 | [ 116 ] |
| —   | Vacante                                                                   | 9 de diciembre de 2024   | —                                                                                                  | —                      | —            | —            | —                 | Debido a una lesión sufrida por HENARE. |
| 106 | The Young Bucks (Matthew Jackson (2) & Nicholas Jackson (2))              | 5 de enero de 2025       | Wrestle Dynasty                                                                                    | Tokio, Japón           | 2            | 37           | 0                 | Derrotaron a United Empire (Great-O-Khan & Jeff Cobb) y Los Ingobernables de Japón (Hiromu Takahashi & Tetsuya Naito) en un Triple Threat match.                                                                                                |
| 107 | Los Ingobernables de Japón (Hiromu Takahashi (1) & Tetsuya Naito (3))     | 11 de febrero de 2025    | The New Beginning in Osaka                                                                         | Osaka, Japón           | 1            | 53           | 0                 | [ 119 ] |
| 108 | United Empire (Callum Newman (1) & Jeff Cobb (3))                         | 5 de abril de 2025       | Sakura Genesis                                                                                     | Tokio, Japón           | 1            | 9            | 0                 | [ 120 ] |
| —   | Vacante                                                                   | 14 de abril de 2025      | —                                                                                                  | —                      | —            | —            | —                 | Debido a la salida de Jeff Cobb de la empresa. |
| 109 | United Empire (Callum Newman (2) & Great-O-Khan (4))                      | 26 de abril de 2025      | Wrestling Redzone in Hiroshima                                                                     | Hiroshima, Japón       | 1            | 50           | 0                 | Derrotaron a Bishamon (Hirooki Goto & Yoshi-Hashi). |
| 110 | Taichi (4) & Tomohiro Ishii (2)                                           | 15 de junio de 2025      | Dominion 6.15 in Osaka-jo Hall                                                                     | Osaka, Japón           | 1            | 63+          | 0                 | [ 123 ] |

### Total de días con el título
La siguiente lista muestra el total de días que un equipo o un luchador ha poseído el campeonato, si se suman todos los reinados que posee. Actualizado a la fecha del 17 de agosto de 2025.

#### Por equipos
| + | Indica a los campeones actuales |

| N.º | Equipo                                                            | Reinados | Total de días |
| --- | ----------------------------------------------------------------- | -------- | ------------- |
| 1   | Cho-Ten (Hiroyoshi Tenzan & Masahiro Chono)                       | 5        | 1010          |
| 2   | Tencozy (Hiroyoshi Tenzan & Satoshi Kojima)                       | 6        | 929           |
| 3   | Guerrillas of Destiny (Tama Tonga & Tanga Loa)                    | 7        | 755           |
| 4   | Kengo Kimura & Tatsumi Fujinami                                   | 4        | 613           |
| 5   | Bullet Club (Doc Gallows & Karl Anderson)                         | 3        | 601           |
| 6   | Bad Intentions (Giant Bernard & Karl Anderson)                    | 1        | 564           |
| 7   | The Hell Raisers (Hawk Warrior & Power Warrior)                   | 2        | 559           |
| 8   | Bishamon (Hirooki Goto & Yoshi-Hashi)                             | 4        | 431           |
| 9   | Dangerous Tekkers (Taichi & Zack Sabre Jr.)                       | 3        | 379           |
| 10  | The Steiner Brothers (Rick Steiner & Scott Steiner)               | 2        | 378           |
| 11  | Keiji Mutō & Masahiro Chono                                       | 2        | 373           |
| 12  | K.E.S. (Davey Boy Smith Jr. & Lance Archer)                       | 3        | 365           |
| 13  | RISE (Giant Bernard & Travis Tomko)                               | 1        | 343           |
| 14  | Junji Hirata & Shinya Hashimoto                                   | 1        | 335           |
| 15  | Manabu Nakanishi & Yuji Nagata                                    | 1        | 327           |
| 16  | Hiroshi Tanahashi & Shinsuke Nakamura                             | 1        | 323           |
| 17  | The Most Violent Players (Togi Makabe & Toru Yano)                | 1        | 322           |
| 18  | Minoru Suzuki & Yoshihiro Takayama                                | 1        | 294           |
| 19  | Masa Saito & Riki Chōshū                                          | 1        | 282           |
| 20  | Hiroshi Hase & Keiji Mutō                                         | 2        | 279           |
| 21  | Team 3D (Brother Devon & Brother Ray)                             | 2        | 276           |
| 22  | Masa Saito & Shinya Hashimoto                                     | 1        | 219           |
| 23  | Los Ingobernables de Japón (Evil & Sanada)                        | 2        | 206           |
| 24  | FTR (Cash Wheeler & Dax Harwood)                                  | 1        | 192           |
| 25  | Hiroshi Tanahashi & Yutaka Yoshie                                 | 1        | 184           |
| 26  | Genichiro Tenryū & Shiro Koshinaka                                | 1        | 173           |
| 27  | Wild Child (Manabu Nakanishi & Takao Omori)                       | 1        | 164           |
| 28  | Akira Maeda & Nobuhiko Takada                                     | 1        | 159           |
| 29  | The Jurassic Powers (Hércules Hernández & Scott Norton)           | 1        | 152           |
| 30  | The Young Bucks (Matt Jackson & Nick Jackson)                     | 2        | 150           |
| 31  | War Machine (Hanson & Raymond Rowe)                               | 2        | 148           |
| 31  | TMDK (Mikey Nicholls & Shane Haste)                               | 1        | 148           |
| 33  | Golden☆Ace (Hiroshi Tanahashi & Kota Ibushi)                      | 1        | 142           |
| 34  | Kazuo Yamazaki & Yoshiaki Fujiwara                                | 1        | 139           |
| 35  | No Limit (Tetsuya Naito & Yujiro Takahashi)                       | 1        | 119           |
| 36  | Big, Bad, and Dangerous (Big Van Vader & Crusher Bam Bam Bigelow) | 1        | 117           |
| 37  | George Takano & Super Strong Machine                              | 1        | 116           |
| 38  | The Briscoe Brothers (Jay Briscoe & Mark Briscoe)                 | 1        | 113           |
| 39  | The Bull Powers (Manabu Nakanishi & Satoshi Kojima)               | 1        | 99            |
| 40  | Kensuke Sasaki & Shiro Koshinaka                                  | 1        | 97            |
| 40  | G.B.H. (Togi Makabe & Tomoaki Honma)                              | 1        | 97            |
| 40  | BATT (Keiji Mutō & Taiyo Kea)                                     | 1        | 97            |
| 43  | The Kingdom (Matt Taven & Michael Bennett)                        | 1        | 91            |
| 43  | Bullet Club (Chase Owens & KENTA)                                 | 2        | 91            |
| 45  | The British Invasion (Brutus Magnus & Doug Williams)              | 1        | 89            |
| 46  | Kazuo Yamazaki & Kensuke Sasaki                                   | 1        | 70            |
| 46  | Hiro Saito & Super Strong Machine                                 | 1        | 70            |
| 46  | Hiroshi Hase & Kensuke Sasaki                                     | 2        | 70            |
| 49  | Riki Chōshū & Takayuki Iizuka                                     | 1        | 69            |
| 50  | Taichi & Tomohiro Ishii                                           | 1        | 63+           |
| 51  | The Mad Dogs (Michiyoshi Ohara & Tatsutoshi Goto)                 | 1        | 62            |
| 52  | Chaos (Tomohiro Ishii & Toru Yano)                                | 1        | 61            |
| 53  | Los Ingobernables de Japón (Hiromu Takahashi & Tetsuya Naito)     | 1        | 53            |
| 54  | United Empire (Callum Newman & Great-O-Khan)                      | 1        | 50            |
| 55  | Akira Maeda & Osamu Kido                                          | 1        | 49            |
| 55  | Hiroyoshi Tenzan & Osamu Nishimura                                | 1        | 49            |
| 57  | Chaos (Takashi Iizuka & Toru Yano)                                | 1        | 48            |
| 58  | Seigigun (Wataru Inoue & Yuji Nagata)                             | 1        | 47            |
| 59  | Aussie Open (Kyle Fletcher & Mark Davis)                          | 1        | 43            |
| 60  | Bullet Club (Bad Luck Fale & Chase Owens)                         | 1        | 42            |
| 61  | Meiyu Tag (Hirooki Goto & Katsuyori Shibata)                      | 1        | 38            |
| 61  | Guerrillas of Destiny (El Phantasmo & Hikuleo)                    | 1        | 38            |
| 63  | United Empire (Great-O-Khan & Jeff Cobb)                          | 2        | 36            |
| 64  | Osamu Nishimura & Tatsumi Fujinami                                | 1        | 35            |
| 64  | United Empire (Great-O-Khan & HENARE)                             | 1        | 35            |
| 66  | Kazuo Yamazaki & Takashi Iizuka                                   | 1        | 34            |
| 67  | FinJuice (David Finlay & Juice Robinson)                          | 1        | 28            |
| 68  | Scott Norton & Tony Halme                                         | 1        | 22            |
| 69  | Kensuke Sasaki & Riki Chōshū                                      | 1        | 21            |
| 70  | Los Ingobernables de Japón (Sanada & Tetsuya Naito)               | 1        | 14            |
| 71  | United Empire (Callum Newman & Jeff Cobb)                         | 1        | 9             |
| 72  | Keiji Mutō & Shiro Koshinaka                                      | 1        | 6             |

#### Por luchador
| + | Indica al campeón actual |

| N.º | Campeón                           | Reinados | Total de días |
| --- | --------------------------------- | -------- | ------------- |
| 1   | Hiroyoshi Tenzan                  | 12       | 1988          |
| 2   | Masahiro Chono                    | 7        | 1383          |
| 3   | Karl Anderson                     | 4        | 1165          |
| 4   | Satoshi Kojima                    | 7        | 1028          |
| 5   | Giant Bernard                     | 2        | 907           |
| 6   | Kensuke Sasaki/Power Warrior      | 7        | 816           |
| 7   | Keiji Mutō                        | 6        | 755           |
| 7   | Tama Tonga                        | 7        | 755           |
| 7   | Tanga Loa                         | 7        | 755           |
| 10  | Hiroshi Tanahashi                 | 3        | 649           |
| 11  | Tatsumi Fujinami                  | 5        | 648           |
| 12  | Kengo Kimura                      | 4        | 613           |
| 13  | Doc Gallows                       | 3        | 601           |
| 14  | Manabu Nakanishi                  | 3        | 590           |
| 15  | Hawk Warrior                      | 2        | 559           |
| 16  | Shinya Hashimoto                  | 2        | 554           |
| 17  | Junji Hirata/Super Strong Machine | 3        | 521           |
| 18  | Masa Saito                        | 2        | 501           |
| 19  | Hirooki Goto                      | 5        | 469           |
| 20  | Taichi                            | 4        | 442+          |
| 21  | Toru Yano                         | 3        | 431           |
| 21  | Yoshi-Hashi                       | 4        | 431           |
| 23  | Togi Makabe                       | 2        | 419           |
| 24  | Zack Sabre Jr.                    | 3        | 379           |
| 25  | Rick Steiner                      | 2        | 378           |
| 25  | Scott Steiner                     | 2        | 378           |
| 27  | Yuji Nagata                       | 2        | 374           |
| 28  | Riki Chōshū                       | 3        | 372           |
| 29  | Davey Boy Smith Jr.               | 3        | 365           |
| 29  | Lance Archer                      | 3        | 365           |
| 31  | Hiroshi Hase                      | 4        | 348           |
| 32  | Travis Tomko                      | 1        | 343           |
| 33  | Shinsuke Nakamura                 | 1        | 323           |
| 34  | Minoru Suzuki                     | 1        | 294           |
| 34  | Yoshihiro Takayama                | 1        | 294           |
| 36  | Brother Devon                     | 2        | 276           |
| 36  | Brother Ray                       | 2        | 276           |
| 36  | Shiro Koshinaka                   | 3        | 276           |
| 39  | Kazuo Yamazaki                    | 3        | 243           |
| 40  | Sanada                            | 3        | 220           |
| 41  | Akira Maeda                       | 2        | 208           |
| 42  | Evil                              | 2        | 206           |
| 43  | Cash Wheeler                      | 1        | 192           |
| 43  | Dax Harwood                       | 1        | 192           |
| 45  | Tetsuya Naito                     | 3        | 186           |
| 46  | Yutaka Yoshie                     | 1        | 184           |
| 47  | Scott Norton                      | 2        | 174           |
| 48  | Genichiro Tenryū                  | 1        | 173           |
| 49  | Takao Omori                       | 1        | 164           |
| 50  | Nobuhiko Takada                   | 1        | 159           |
| 51  | Hércules Hernández                | 1        | 152           |
| 52  | Takayuki/Takashi Iizuka           | 3        | 151           |
| 53  | Matt Jackson                      | 2        | 150           |
| 53  | Nick Jackson                      | 2        | 150           |
| 55  | Hanson                            | 2        | 148           |
| 55  | Raymond Rowe                      | 2        | 148           |
| 55  | Mikey Nicholls                    | 1        | 148           |
| 55  | Shane Haste                       | 1        | 148           |
| 59  | Kota Ibushi                       | 1        | 142           |
| 60  | Yoshiaki Fujiwara                 | 1        | 139           |
| 61  | Chase Owens                       | 3        | 133           |
| 62  | Tomohiro Ishii                    | 2        | 124+          |
| 63  | Great-O-Khan                      | 4        | 121           |
| 64  | Yujiro Takahashi                  | 1        | 119           |
| 65  | Big Van Vader                     | 1        | 117           |
| 65  | Crusher Bam Bam Bigelow           | 1        | 117           |
| 67  | George Takano                     | 1        | 116           |
| 68  | Jay Briscoe                       | 1        | 113           |
| 68  | Mark Briscoe                      | 1        | 113           |
| 70  | Tomoaki Honma                     | 1        | 97            |
| 70  | Taiyo Kea                         | 1        | 97            |
| 72  | Matt Taven                        | 1        | 91            |
| 72  | Michael Bennett                   | 1        | 91            |
| 72  | KENTA                             | 2        | 91            |
| 75  | Brutus Magnus                     | 1        | 89            |
| 75  | Doug Williams                     | 1        | 89            |
| 77  | Osamu Nishimura                   | 2        | 84            |
| 78  | Hiro Saito                        | 1        | 70            |
| 79  | Michiyoshi Ohara                  | 1        | 62            |
| 79  | Tatsutoshi Goto                   | 1        | 62            |
| 81  | Callum Newman                     | 2        | 50            |
| 82  | Hiromu Takahashi                  | 1        | 53            |
| 83  | Osamu Kido                        | 1        | 49            |
| 84  | Wataru Inoue                      | 1        | 47            |
| 85  | Jeff Cobb                         | 3        | 45            |
| 86  | Kyle Fletcher                     | 1        | 43            |
| 86  | Mark Davis                        | 1        | 43            |
| 88  | Bad Luck Fale                     | 1        | 42            |
| 89  | Katsuyori Shibata                 | 1        | 38            |
| 89  | El Phantasmo                      | 1        | 38            |
| 89  | Hikuleo                           | 1        | 38            |
| 92  | HENARE                            | 1        | 35            |
| 93  | David Finlay                      | 1        | 28            |
| 93  | Juice Robinson                    | 1        | 28            |
| 95  | Tony Halme                        | 1        | 22            |

### Mayor cantidad de reinados

#### Reinados por equipos
| Reinados | Equipo (s) |
| -------- | --- |
| 7 veces  | Guerrillas of Destiny |
| 6 veces  | Tencozy |
| 5 veces  | Cho-Ten |
| 4 veces  | Kengo Kimura & Tatsumi Fujinami, Bishamon |
| 3 veces  | Bullet Club, K.E.S., Dangerous Tekkers |
| 2 veces  | The Hell Raisers, The Steiner Brothers, Keiji Mutō & Masahiro Chono, Hiroshi Hase & Keiji Mutō, Team 3D, War Machine, Hiroshi Hase & Kensuke Sasaki, Los Ingobernables de Japón, United Empire, The Young Bucks |

#### Reinados por luchador
| Reinados | Luchador (es) |
| -------- | --- |
| 12 veces | Hiroyoshi Tenzan |
| 7 veces  | Masahiro Chono, Satoshi Kojima, Kensuke Sasaki/Power Warrior, Tama Tonga, Tanga Loa |
| 6 veces  | Keiji Mutō |
| 5 veces  | Tatsumi Fujinami, Hirooki Goto |
| 4 veces  | Karl Anderson, Kengo Kimura, Hiroshi Hase, Yoshi-Hashi, Great-O-Khan, Taichi |
| 3 veces  | Doc Gallows, Manabu Nakanishi, Junji Hirata/Super Strong Machine, Toru Yano, Riki Chōshū, Shiro Koshinaka, Kazuo Yamazaki, Takayuki/Takashi Iizuka, Davey Boy Smith Jr., Lance Archer, Hiroshi Tanahashi, Sanada, Zack Sabre Jr., Chase Owens, Tetsuya Naito, Jeff Cobb                       |
| 2 veces  | Giant Bernard, Hawk Warrior, Shinya Hashimoto, Masa Saito, Togi Makabe, Rick Steiner, Scott Steiner, Yuji Nagata, Brother Devon, Brother Ray, Akira Maeda, Scott Norton, Hanson, Raymond Rowe, Osamu Nishimura, Evil, KENTA, Matthew Jackson, Nicholas Jackson, Callum Newman, Tomohiro Ishii |